# Acrocercops extenuata
Acrocercops extenuata är en fjärilsart som beskrevs av Edward Meyrick 1916. Acrocercops extenuata ingår i släktet Acrocercops och familjen styltmalar. Inga underarter finns listade i Catalogue of Life.